# Jack Halberstam
Jack Halberstam (nacido el 15 de diciembre de 1961) es un académico estadounidense. En 2017 se convirtió en un profesor en el departamento de inglés, literatura comparativa y director del Instituto de Investigación en Estudios de Sexualidad, Género y la Mujer en la Universidad de Columbia. Anteriormente, Halberstam era profesor de estudios americanos de etnicidad, género, literatura comparativa, y director del Centro para la Investigación Feminista en la Universidad del Sur de California (USC en inglés). Previo a trabajar en USC, Halberstam era profesor en el departamento de literatura de la  Universidad de California en San Diego. Halberstam es un escritor y académico de  género y teoría queer.
Su escritura se enfoca en el tema de los tomboys y la masculinidad femenina y, en su libro de 1998, “masculinidad femenina”, discute la consecuencia común del binarismo de género, popularmente llamada “el problema del baño''. Éste describe el incómodo y peligroso dilema que una persona divergente al género enfrenta al justificar su presencia en un espacio en el que el género es vigilado, tal como sucede en los baños públicos; también discute las implicaciones identitarias del passing, o la habilidad de que la divergencia de género pase desapercibida como cisnormada. Se le asignó el género femenino al nacer, pero acepta pronombres masculinos y femeninos, así como el nombre “Judith” además del nombre “Jack”, para él.
Halberstam da clases en Estados Unidos e internacionalmente de fracasos queer, sexo y los medios, subculturas, cultural visual, variaciones de género, cine popular y animación. Por el momento, Halberstam está trabajando en varios proyectos, incluyendo un libro sobre fascismo y la (homo)sexualidad.

## Primeros años, educación, e identidad de género
Halberstam es uno de los seis hijos del matrimonio formado por Heather Peacock y Heini Halberstam; Naomi, Lucy, Michael, Jean y John son los nombres de sus hermanos. La madre murió en 1971 en un accidente de tráfico y posteriormente el padre se casó con Doreen Bramley, y su matrimonio duró 42 años, hasta la muerte de Heini el 25 de enero de 2014 en Champaign, Illinois, a los 87 años. 
Halberstam se graduó con un B.A. en inglés de la Universidad de California, Berkeley, en 1985; un M.A. de la Universidad de Minnesota en 1989; y un Ph.D de la misma institución en 1991. Halberstam es de ascendencia judía y bohemia.
Halberstam utiliza pronombres masculinos (él, he/him en inglés) y el nombre “Jack”, pero se declara “guanguito” y “flotante” en términos de su género. Dice “algunas personas me llaman Jack, mi hermana me llama Jude, y gente que conozco desde siempre me dice Judith” e “intento no castigarles. Mucha gente me llama ‘él’, algunas personas me llaman ‘ella’ y yo permito que sea una mezcla rara de cosas.”  Dice que “el cambio entre ‘él’ y ‘ella’ medio captura la forma de mi género en este momento” y que el flotar de sus pronombres han capturado su rechazo a definir la ambigüedad de su género. Sin embargo, él sí dice “¡agruparme con un grupo de personas que parecen tener cuerpos ‘femeninos’ y llamarnos ‘señoras’ nunca, nunca está bien!”

## Carrera profesional

### Masculinidad Femenina
En “Masculinidad Femenina” (1998), Halberstam busca identificar qué constituye la masculinidad en la sociedad y el individuo. Inicialmente, el texto sugiere que la masculinidad es un constructo que promueve marcas particulares de hombría que a su vez subordinan “masculinidades alternativas”. El proyecto se enfoca específicamente en las maneras en las que la masculinidad femenina es tradicionalmente ignorada en contextos académicos y en la sociedad en general. Para ilustrar un mecanismo cultural de subordinar masculinidades alternativas, Halberstam se refiere a James Bond y “GoldenEye” como ejemplos, notando que el la performatividad de género en esta película es muy lejana a una tradicional: M es el personaje que “presenta una masculinidad de la manera más convincente”, Bond solo presenta masculinidad en su ropa y gadgets, y Q se puede leer como “el modelo perfecto de la interpenetración de regímenes queer y regímenes dominantes”. Esta interpretación de los personajes subleva las ideas tradicionales en cuanto a las cualidades que crean la masculinidad. Halberstam también presenta el ejemplo del tomboy, un claro caso de una joven que exhibe cualidades masculinas –y muestra la complicación que, dentro de una figura juvenil como esa, la idea de la masculinidad expresada en un cuerpo feminizado parece menos amenazante, únicamente convirtiéndose en amenazante cuando esas tendencias masculinas persisten más allá de la infancia. 

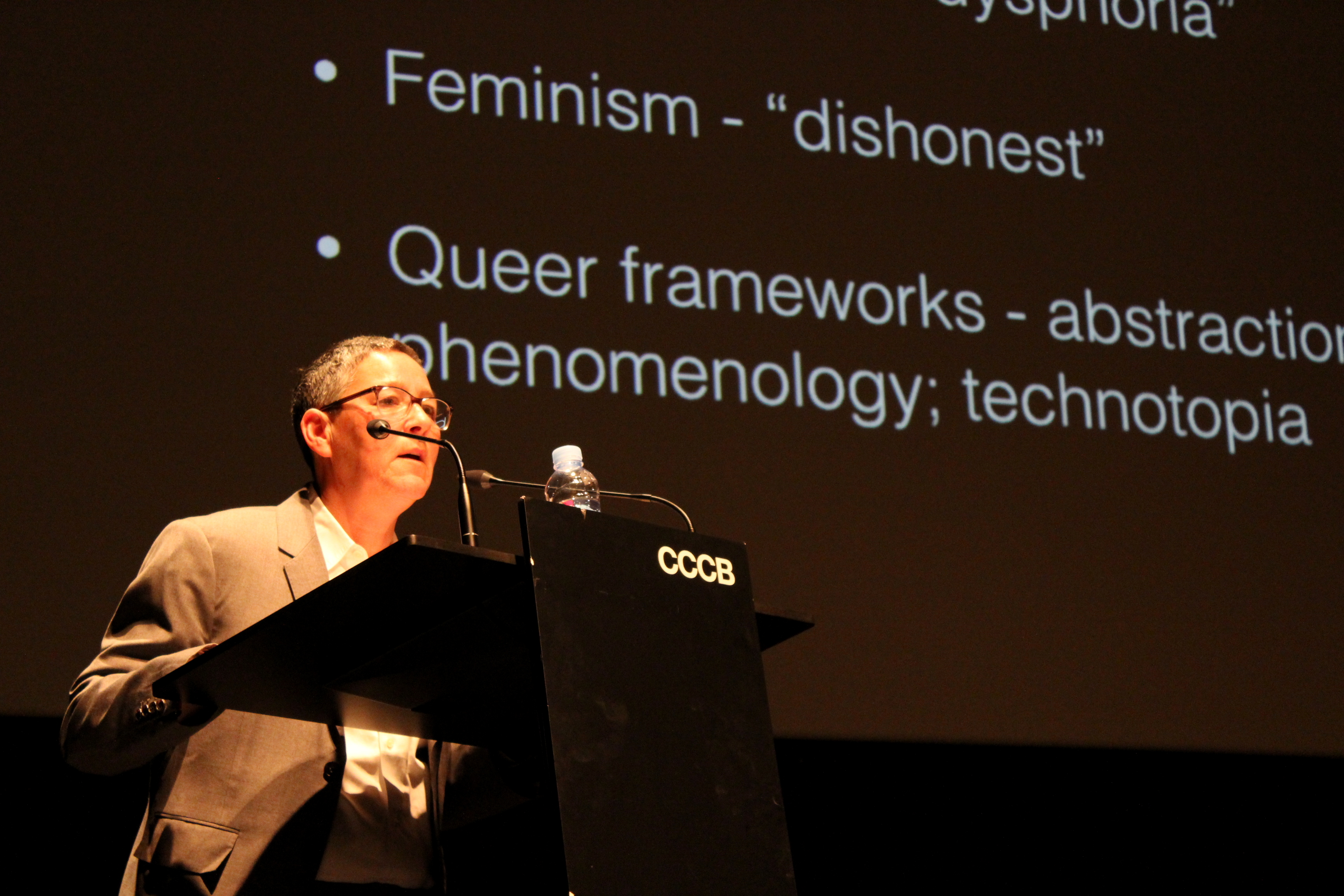
Jack Halberstam impartiendo una conferencia sobre Trans* Bodies en el CCCB (Centro de Cultura Contemporània de Barcelona), el 1 de febrero de 2017

Halberstam prosigue enfocándose en “el problema del baño”. Aquí se discute el tema del binarismo de género. Halberstam argumenta que es problemático que haya baños separados para géneros distintos y no haya un lugar para las personas que no encajan con mucha claridad en alguno de los géneros binarios. El problema con supervisar lo que ocurre en estos baños también es un tema que se examina en el problema del baño, ya que no solo es una supervisión a nivel policial y legal, sino en un nivel social también. Según Halberstam, el aspecto social hace aún más difícil que la gente divergente al género utilice los baños públicos sin enfrentarse a algún tipo de situación incómoda o incluso violenta. 

### El arte queer del fracaso
En “El Arte Queer del Fracaso” (2011), Halberstam argumenta que el fracaso puede ser una manera productiva de criticar el capitalismo y la heteronormatividad. Utilizando ejemplos de la cultura popular, tales como las películas animadas de Pixar, Halberstam explora alternativas al individualismo y la conformidad. L. Ayu Saraswati llama “El Arte Queer del Fracaso” una “obra innovadora que crea una retórica alrededor del fracaso y su relación al proceso de generación de conocimiento y existencia en el mundo”.

### "Contar cuentos: Brandon Teena, Billy Tipton y la biografía transgénero"
“Contando Cuentos” es un ensayo acerca de las políticas del “passing”, así como la ética de la biografía transgénero. El ensayo discute cómo las mujeres que “pasan”, seguido son acusadas de ser engañosas y son sometidas a violaciones brutales y asesinato. Halberstam hace preguntas acerca de quién controla las narrativas que circulan las vidas de las personas transgénero. El ensayo discute “la biografía transgénero como a veces violenta, seguido imprecisa, y algo que busca brutalmente borrar los detalles cuidadosamente manejados de una vida de una persona que pasa y que resignifica el acto de pasar como un engaño, deshonestidad, y fraude”(Halberstam 14). El ensayo también provee una breve historia transgénero, acompañada por definiciones de términos como masculinidad femenina, transsexual, “realness”, lo “real”, transexuales de femenino-a-masculino (FTM en inglés), butch, y “femme”. El autor piensa que los cuerpos trans tienen una ilegibilidad y trata con sospecha a aquellos “expertos” que hacen lecturas, documentan, e intentan fijar estos cuerpos como “vidas llenas de contradicción y tensión”(Halberstam 20). 
Este ensayo también es una iteración temprana de un capítulo publicado en el libro “En un Tiempo y Espacio Queer”, donde sus intereses están en cultivar algo similar a un archivo queer, cuya contribución está, en muchas maneras, delimitada a productores subculturales queer, teóricos y todos aquellos agentes que navegan la línea entre esos dos. Su práctica de archivar es, de alguna manera, prohibida para aquellos agentes comprometidos a una lógica cultural que revive la violencia de las historias transgénero. Sin embargo, la falta de apertura en cuanto a quién puede y debe (o no)escribir biografías transgénero no está centrada en una problemática identitaria, sino en advertir el peligro de un “biógrafo deliberado” que lee para mentir (Halberstam 28). Su práctica de archivar también se puede entender como una ética de la biografía transgénero, manifestando el rechazo a las lecturas que mienten y un compromiso con las lecturas de la vida.

### Feminismo Gaga
En “Feminismo Gaga”, Halberstam utiliza a Lady Gaga como un símbolo de una nueva expresión sexual y de género en el siglo XXI. El libro se ha reconocido como “una obra que participa en la teorización de las relaciones de género contemporáneas y sus narrativas culturales, así como hacer un llamado a volcar caóticamente las categorías normativas en el acto de la anarquía sociopolítica”. Halberstam describe cinco principios del Feminismo Gaga: 
- La sabiduría yace en lo inesperado y lo no-anticipado.
- La transformación es inevitable, pero no busques evidencias de cambio en el día-a-día; busca en tus alrededores, en la periferia, en los márgenes y ahí será que verás su impacto.
- Rechaza el pensamiento intuitivo y actúa de acuerdo a eso.
- Practica las no-creencias de manera creativa.
- El Feminismo Gaga es indignante... maleducado, abrupto, duro y audaz.[16]

Halberstam utiliza ejemplos de la cultura pop contemporánea para explorar estos principios, tales como Bob Esponja, Bridesmaids, y Dory, de “Buscando a Nemo”. 

### Otros trabajos
“En un Tiempo y Espacio Queer: Cuerpos Transgénero, Vidas Subculturales”, publicado en 2005, de echa un vistazo a las subculturas queer y propone una concepción del tiempo y el espacio independientes a la influencia de estilos de vida heteronormados. Halberstam coedita una serie de libros llamada “Modernidades Perversas” con Lisa Lowe.
“Trans*: Una Breve y Curiosa Versión de la Variabilidad de Género”, publicado en 2018, examina los desarrollos recientes en los significados del género y los cuerpos con género. A través de una disección del lenguaje con género y creaciones de la cultura popular, Halberstam presenta una visión compleja de los cuerpos trans* y su lugar en el mundo moderno. 
En “Shows de Piel: Horror Gótico y la Tecnología de los Monstruos”, publicado en 1995, Halberstam examina los monstruos como objetos culturales y ve lo gótico como una manera de producir monstruos a través de miedos condicionados a un sentido compartido de otredad y diferencia. 
“Cosas Salvajes: El Desorden del Deseo”, publicado en 2020, muestra las maneras en las que lo salvaje se ha correlacionado con lo queer y cuerpos queer en esta historia alternativa de la sexualidad. 

## Vida personal
Tras una relación anterior de 12 años, Halberstam mantiene una relación con Macarena Gómez-Barris, una profesora de sociología de Los Ángeles. Halberstam ha manifestado no tener intención de casarse, ya que considera el matrimonio como una institución patriarcal, que no debería ser un requisito para acceder a los servicios de salud pública o legitimar la existencia de los hijos. Halberstam cree que “la forma de la pareja está fracasando”. Su pareja Gómez-Barris, tiene dos hijos de un matrimonio anterior, por lo que actualmente Halberstam y ella están criando a los hijos de Gómez-Barris.

## Honores y premios
Halberstam ha sido nominado tres veces a los Lambda Literary Awards, dos veces por su libro Masculinidad femenina. 
A Halberstam se le otorgó el Premio Arcus/Places en 2018 por su innovadora obra académica acerca de la relación entre el género, la sexualidad, y los ambientes construidos. 

## Libros
- Halberstam, Judith and Ira Livingston, Eds. Posthuman Bodies. Bloomington: Indiana University Press, 1995. ISBN 0-253-32894-2 & 0253209706
- Halberstam, Judith. Skin Shows: Gothic Horror and the Technology of Monsters. Durham: Duke University Press, 1995. ISBN 0-8223-1651-X & 0822316633
- Halberstam, Judith. Female Masculinity. Durham: Duke University Press, 1998. ISBN 0-8223-2226-9 & 0822322439 - Masculinidad femenina, Egales, 2008. Traducción de Javier Sáez del Álamo
- Halberstam, Judith and Del LaGrace Volcano. The Drag King Book. London: Serpent's Tale, 1999. ISBN 1-85242-607-1
- Halberstam, Judith. In a Queer Time and Place: Transgender Bodies, Subcultural Lives. New York: New York University Press, 2005. ISBN 0-8147-3584-3 & 0814735851
- Halberstam, Judith, David Eng & José Esteban Muñoz, Eds. What's Queer about Queer Studies Now? Durham: Duke University Press, 2005. ISBN 0-8223-6621-5
- Halberstam, Judith. The Queer Art of Failure. Durham: Duke University Press, 2011. ISBN 0-8223-5045-9 & 978-0822350453 - El arte queer del fracaso. Egales, 2018. Traducción de Javier Sáez del Álamo.
- Halberstam, J. Jack. Gaga Feminism. Boston: Beacon Press, 2012. ISBN 978-080701098-3
- Halberstam, Jack. Trans*: A Quick and Quirky Account of Gender Variability. Oakland: University of California Press, 2018. ISBN 978-0520292697 - Trans*. Una guía rápida y peculiar de la variabilidad de género. Egales 2018. Traducción de Javier Sáez del Álamo.
- Halberstam, Jack.  Wild Things: The Disorder of Desire. Durham: Duke University Press, 2020. ISBN 978-1-4780-1108-8 - Criaturas salvajes. Egales, 2020. Traducción de Javier Sáez del Álamo.

## Artículos y capítulos de libros.
- "F2M: The Making of Female Masculinity." in The Lesbian Postmodern. Edited by Laura Doan. New York: Columbia University Press, 1994. pp.210–228.
- "Technologies of Monstrosity: Bram Stoker's Dracula" in Cultural Politics at the Fin de Siècle. Edited by Sally Ledger and Scott McCracken. Cambridge [U.K.], New York: Cambridge University Press, 1995.  pp.248–266.
- "Queering Lesbian Studies." in The New Lesbian Studies: Into the Twenty-first Century. Edited by Bonnie Zimmerman and Toni McNaron. New York: Feminist Press at The City University of New York, 1996. 1st ed. pp.256–261.
- "The Art of Gender" in Rose is a rose is a rose is a rose: Gender Performance in Photography. by Jennifer Blessing with contributions by Judith Halberstam. New York: Guggenheim Museum, 1997. pp.176–189.
- "Sex Debates." in Lesbian and Gay Studies: A Critical Introduction. Edited by Andy Medhurst and Sally R. Munt. London, Washington: Cassell, 1997. pp.327–340.
- "Techno-Homo: On Bathrooms, Butches, and Sex with Furniture." in Processed Lives: Gender and Technology in Everyday Life Edited by Jennifer Terry and Melodie Calvert. London, New York: Routledge, 1997. pp.183–194.
- "Between Butches" in Butch/Femme: Inside Lesbian Gender. Edited by Sally R. Munt & Cherry Smyth. London: Cassell, 1998. pp.57–66.
- "Telling Tales: Brandon Teena, Billy Tipton, and Transgender Biography." in Passing: Identity and Interpretation in Sexuality, Race, and Religion. Edited by María Carla Sánchez and Linda Schlossberg. New York: New York University Press, 2001. pp.13–37.
- "The Good, The Bad, and The Ugly: Men, Women, and Masculinity." in Masculinity Studies & Feminist Theory: New Directions. Edited by Judith Kegan Gardiner. New York: Columbia University Press, 2002. pp.344–368.
- "An Introduction to Female Masculinity." in The Masculinity Studies Reader. Edited by Rachel Adams and David Savran. Malden, MA: Blackwell, 2002. pp. 355–374.
- "An Introduction to Gothic Monstrosity." in Strange Case of Dr. Jekyll and Mr. Hyde: An Authoritative Text, Backgrounds and Contexts, Performance Adaptations, Criticism / Robert Louis Stevenson. Edited by Katherine Linehan. New York: Norton, 2003. 1st ed. pp.128–131.
- "The Transgender Look." in The Bent Lens: A World Guide to Gay and Lesbian Film. Edited by Lisa Daniel & Claire Jackson. Los Ángeles, CA: Alyson Books, 2003. 2nd ed. (1st U.S. ed.) pp.18–21.
- "Oh Bondage Up Yours! Female Masculinity and the Tomboy." in Curiouser: On the Queerness of Children. Edited by Steven Bruhm and Natasha Hurley. Minneapolis: University of Minnesota Press, 2004. pp.191–214.
- "Transgender Butch: Butch/FTM Border Wars and the Masculine Continuum." in Feminist Theory: A Reader. Edited by Wendy K. Kolmar, Frances Bartkowski. Boston: McGraw-Hill Higher Education, 2005. 2nd ed. pp.550–560.
- "Automating Gender: Postmodern Feminism in the Age of the Intelligent Machine." in Theorizing Feminism: Parallel Trends in the Humanities and Social Sciences. Edited by Anne C. Herrmann and Abigail J. Stewart. Chapter 21.
- "Sweet Tea and the Queer Art of Digression." in Two Truths and a Lie by Scott Turner Schofield.  Ypsilanti, MI: Homofactus Press, 2008. pp.9–12.

## Entrevistas
- Damon R. Young, "Public Thinker: Jack Halberstam on Wildness, Anarchy, and Growing Up Punk." Public Books,  March 26, 2019.
- Mathias Danbolt, "The Eccentric Archive - An Interview with Judith Halberstam" in Trikster – Nordic Queer Journal #1, 2008.
- Podcast from Critical Lede October 5, 2011
- Interview with Halberstam by Sinclair Sexsmith February 1, 2012
- Interview with Halberstam by Elizabeth Heineman on Feb 3, 2012 (archived)
- Interview with Jack Halberstam by Jeffrey J. Williams on January 6, 2011
- Interview with Halberstam by Tal Milovina on November 12, 2020